# Штоккинг
Штоккинг (нем. Stocking) — коммуна (нем. Gemeinde) в Австрии, в федеральной земле Штирия. 
Входит в состав округа Лайбниц.  Население составляет 1494 человека (на 31 декабря 2005 года). Занимает площадь 16,45 км². Официальный код  —  6 10 40.

## Политическая ситуация
Бургомистр коммуны — Франц Эггер (АНП) по результатам выборов 2005 года.
Совет представителей коммуны (нем. Gemeinderat) состоит из 15 мест.
- АНП занимает 8 мест.
- СДПА занимает 2 места.
- АПС занимает 2 места.
- местный список: 2 места.
- Зелёные занимают 1 место.